# Mordy (gmina w guberni siedleckiej)
Mordy (następnie Stok Ruski) – dawna gmina wiejska istniejąca na przełomie XIX i XX wieku w guberni siedleckiej. Siedzibą władz gminy były Mordy (do 1870 i od 1919 odrębna gmina miejska).
Za Królestwa Polskiego gmina Mordy należała do powiatu siedleckiego w guberni siedleckiej (utworzonej w 1867). 1 stycznia?/13 stycznia 1870 do gminy przyłączono pozbawione praw miejskich Mordy. 
Podczas I wojny światowej władze niemieckie z gminy Mordy wydzielono Mordy przywyracając im prawa miejskie (potwierdzone później przez władze polskie 7 lutego 1919), po czym pozostały obszar gminy Mordy przemianowano na gmina Stok Ruski, mimo zachowania siedziby w Mordach.
Obecna gmina Mordy jest nowym tworem (od 1973) o zupełnie innych granicach, obejmując w przybliżeniu części obszarów dawnych gmin Stok Ruski, Czuryły i Tarków.